# 杰玛·梅斯
杰玛·梅斯（英語：或，1979年7月16日—），美国女演员和歌手。她最主要的电视角色是《欢乐合唱团》中的Emma Pillsbury以及《英雄》中的Charlie。

## 个人生活
2007年10月28日，她与英国男演员 Adam Campbell 结婚。